# Шеслиц
Шеслиц (њем. Scheßlitz) град је у њемачкој савезној држави Баварска. Једно је од 36 општинских средишта округа Бамберг. Према процјени из 2010. у граду је живјело 7.134 становника. Посједује регионалну шифру (AGS) 9471185.

## Географски и демографски подаци
Шеслиц се налази у савезној држави Баварска у округу Бамберг. Град се налази на надморској висини од 310 метара. Површина општине износи 94,9 km². У самом граду је, према процјени из 2010. године, живјело 7.134 становника. Просјечна густина становништва износи 75 становника/km².